# Suối M' Ghon
Suối M' Ghon là một con suối đổ ra Suối M' Nghon. Suối có chiều dài 18 km và diện tích lưu vực là 36 km². Suối M' Ghon chảy qua các tỉnh Ninh Thuận, Lâm Đồng.